# Locminé Comunitat
La Locminé Comunitat (en bretó Kumuniezh kumunioù Bro Logunec'h) és una estructura intercomunal francesa, situada al departament d'Ar Mor-Bihan a la regió Bretanya, al País de Pontivy. Té una extensió de 172,32 kilòmetres quadrats i una població de 12.378 habitants (2009).

## Composició
Agrupa 7 comunes :
1. Locminé
2. Las Chapelle-Neuve
3. Moustoir-Ac
4. Moustoir-Remungol
5. Naizin
6. Plumelin
7. Remungol